# Bandera de Riga
La bandera de Riga és, juntament amb l'escut, un dels símbols oficials de Riga. L'actual bandera es va aprovar el 4 de maig de 1937, utilitzant com a base els colors blanc i blau de la bandera del segle XVII a la que se li afegeix al centre l'escut major de la ciutat. Fou restablerta el 1995.

## Disseny
La descripció vexil·lològica de la bandera està regulada pel Reglament vinculant núm. 181 de l'Ajuntament de Riga, el qual estableix que:
La bandera es divideix en parts iguals, amb blau a la part superior i blanca a baix.
La proporció de color de la bandera és 1:1.
La relació entre l'amplada i la longitud de la bandera és d'1:2.
L'escut major de Riga es col·loca al mig de la bandera i es representa a l'anvers i al revers de la bandera, que és 2/5 de l'amplada de la bandera.
Per exemple, si les dimensions de la bandera són 1 × 2 m i 1,5 × 3 m; les altures dels escuts són de 40 cm i 60 cm respectivament.

### Colors
La bandera només utilitza dos colors primaris, la resta corresponen a l'escut.
| Model de color | Blau cel    | Blanc       | Or         | Negre     | Vermell    | Gris clar     | Gris fosc   |
| -------------- | ----------- | ----------- | ---------- | --------- | ---------- | ------------- | ----------- |
| Pantone        | 297 C       | Blanc       | 456 C      | Negre 6 C | 179 C      | Cool Gray 4 C | 423 C       |
| RGB            | 113,202,238 | 255,255,255 | 172,142,46 | 0,0,0     | 220,59,40  | 189,189,189   | 140,140,140 |
| CMYK           | 53-15-0-7   | 0-0-0-0     | 0-18-73-33 | 0-0-0-100 | 0-73-82-14 | 0-0-0-26      | 0-0-0-45    |
| RAL            | 6027        | N.A.        | 1024       | 9005      | 3028       | 7035          | 7042        |
| HTML           | #71CAEE     | #FFFFFF     | #AC8E2E    | #000000   | #DC3B28    | #BDBDBD       | #8C8C8C     |

## Banderes històriques

Bandera de Riga després d'unir-se a la Lliga Hanseàtica (1282).
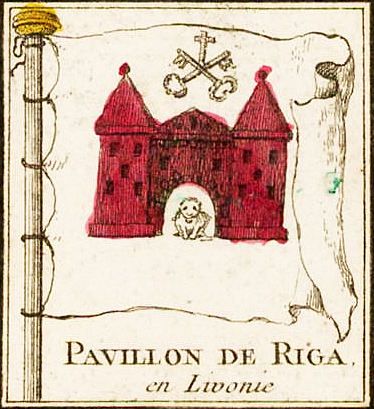
Bandera extreta de la carta de banderes de Jacques-Nicolas Bellin, presentada entre les banderes nàutiques més importants del s. XVIII.
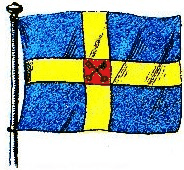
Bandera concedida pel rei de Suècia.
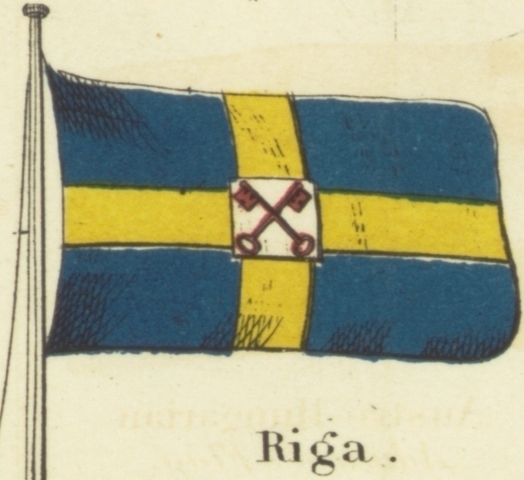
Variant de la bandera sota el domini suec, segons la nova carta d'emblemes nacionals de Johnson, 1868.
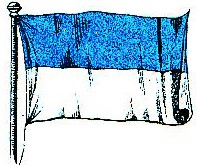
Disseny primerenc de l'actual bandera de Riga al s. XVII, sense escut.
Bandera del període 1917-1920.
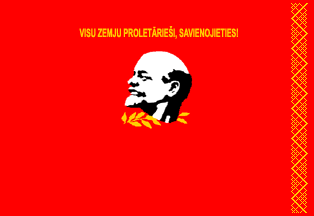
Anvers de la bandera durant l'època soviètica.
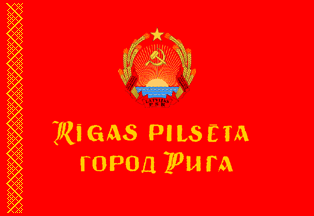
Revers de la bandera durant l'època soviètica.

## Altres
L'estendard del batlle de l'Ajuntament de Riga é un camp blanc amb una bordura blava de 2 cm d'ample amb l'escut major situat al centre tant a l'anvers com al revers. L'escut és 2/5 de l'alçada total de l'estendard, i les dimensions són de 30 cm de llarg i 15 cm d'ample.

Estendard del Batlle de Riga.
Bandera de Riga en posició vertical.